# Tamopsis brevipes
Tamopsis brevipes – gatunek pająka z rodziny Hersiliidae.
Gatunek ten został opisany w 1987 roku przez Barabarę i Martina Baehrów, na podstawie pojedynczej samicy odłowionej w Sydney.
Holotypowa samica ma 4,8 mm długości ciała. Prosoma okrągła, jasnobrązowa z czarnymi: obszarem ocznym i bocznymi brzegami oraz żółtymi szczękoczułkami. Obszar oczny słabo wyniesiony, a nadustek w ½ tak wysoki jak on. Przednio-środkowa para oczu nieco mniejsza niż tylno-środkowa, zaś tylno-boczna największa. Opistosoma poprzeczna, znacznie szersza niż prosoma, biała z ciemnym nakrapianiem, wyposażona w 5 par okrągłych grzbietowych dołków mięśniowych. Odnóża i tylno-boczne kądziołki przędne niewyraźnie obrączkowane, te pierwsze od spodu czarno przepasane, te ostatnie krótsze niż opistosoma. Wulwa mała, z ostro zakrzywionym przewodem inseminacyjnym i dwoma zbiorniczkami nasiennymi, z których brzuszny jest z boku wcięty i ma zewnętrzną powierzchnią całą gruczołową.
Pająk endemiczny dla Australii, znany z Nowej Południowej Walii.